# Mircea Braga
Mircea Braga (n. 27 august 1938, Sibiu, România – d. 19 mai 2023, Sibiu, România) a fost un eseist și critic literar român. 

## Biografie
S-a născut la Sibiu în familia mecanicului auto Gheorghe Braga și al soției sale, Maria (n. Schneider). A urmat studii elementare la Sibiu (1945–1952), Liceul „Gheorghe Lazăr” din Sibiu (1952–1955) și Facultatea de Filologie a Universității din Cluj (1955–1960). A obținut în 1984 titlul de doctor în filologie al Universității din Cluj cu teza V. Voiculescu. Studiu critic.
După absolvirea facultății a lucrat ca profesor (1960-1962), redactor la ziarul Pentru socialism (1962-1966), instructor cultural (1966-1968) și director al Teatrului Dramatic din Baia Mare (1968-1970). Se transferă în orașul său natal, Sibiu, unde îndeplinește mai multe funcții pe plan cultural: director al Teatrului de Stat din Sibiu (1970-1974), președinte al Comitetului pentru Cultură al jud. Sibiu (1974-1979), redactor la revista Transilvania (1979-1990), director al Casei de Presă și Editură „Transpres” (1990-1995) și director al Editurii Imago din Sibiu (din 1991). În anul 1995 a fost numit, prin concurs, profesor la Universitatea 1 Decembrie 1918 din Alba Iulia. S-a pensionat în anul 2008 și a devenit profesor emerit.
A desfășurat o bogată activitate publicistică, debutând în 1966 în paginile revistei Steaua și colaborând ulterior la revistele Tribuna, Familia, România literară, Vatra, Limbă și literatură, Revista de istorie și teorie literară, Teatru, Manuscriptum, Revue Roumaine, Convorbiri literare, Cahiers roumains d’études littéraires, Ramuri, Continent, Jurnalul literar, Curentul (München), Discobolul, Arhipelag și Acolada. Este autorul a peste 20 de volume de critică, istorie și teorie literară și aproximativ 1500 de studii și articole de specialitate.
Articolele sale au fost publicate ulterior în două cărți: Sincronism și tradiție (1972) și Conjuncturi și permanențe (1976). Volumele care au urmat se înscriu în domeniul criticii, istoriei, teoriei literare și filozofiei culturii și conțin studii pe tema tradiției și modernismului literar. A mai publicat studii introductive la unele ediții din operele lui Mihail Sadoveanu, Mihai Eminescu, Ioan Slavici, Romulus Cioflec, Oscar Lemnaru, Octavian Goga, Ion Creangă, Pavel Dan, Jean Bart, Victor Eftimiu, N. D. Cocea, A. E. Baconsky și a colaborat la mai multe volume colective. Mircea Braga a obținut Premiul de critică și istorie literară al Asociației Scriitorilor din Sibiu (1982), Diploma Uniunii Scriitorilor din România (1984), Premiul „Opera omnia” al Uniunii Scriitorilor din România, Filiala Sibiu (2006), Premiul de critică și istorie literară al Uniunii Scriitorilor din România, Filiala Sibiu (2010), Premiul pentru critică al Atelierului Național de Poezie „Serile la Brădiceni” (2013), Premiul de teorie și critică literară al Uniunii Scriitorilor din România, Filiala Sibiu (2013) și Premiul „Cartea Anului” al Uniunii Scriitorilor din România, Filiala Sibiu (2016).
A fost căsătorit cu scriitoarea Rodica Braga și a avut doi copii: Corin Braga și Marian Braga.
Mircea Braga a decedat în 19 mai 2023.

## Opera
- Spectacolul de teatru și colaboratorii lui (în colaborare), Ed. Casa Județeană a Creației Populare Maramureș, Baia Mare, 1970;
- Sincronism și tradiție, Ed. Dacia, Cluj, 1972;
- Conjuncturi și permanențe, Ed. Dacia, Cluj-Napoca, 1976;
- Destinul unor structuri literare, Ed. Dacia, Cluj-Napoca, 1979;
- Istoria literară ca pretext, Ed. Dacia, Cluj-Napoca, 1982;
- V. Voiculescu în orizontul tradiționalismului, Ed. Minerva, București, 1984;
- Când sensul acoperă semnul, Ed. Eminescu, București, 1985;
- Recursul la tradiție. O propunere hermeneutică, Ed. Dacia, Cluj-Napoca, 1987;
- Pe pragul criticii, Ed. Transpres, Sibiu, 1992;
- Decupaj în sens: propuneri de istorie literară, Ed. Imago, Sibiu, 1997;
- Cultura – o utopie asumată?, Ed. Imago, Sibiu, 2000;
- Epoca marilor clasici, ed. I, Ed. Univ. „1 Decembrie 1918”, Alba Iulia, 2001; ed. a II-a, 2001; ed. a III-a, Ed. Imago, Sibiu, 2002;
- Teorie și metodă, eseu despre izvoarele aventurii metodologice moderne, Ed. Imago, Sibiu, 2002;
- Vasile Voiculescu, Ed. Univ. „1 Decembrie 1918”, Alba Iulia, 2002;
- Critică literară, ed. I, Ed. Univ. „1 Decembrie 1918”, Alba Iulia, 2003; ed. a II-a, 2004;
- Replieri interpretative, Ed. Imago, Sibiu, 2003;
- Dincolo de binele și răul culturii (Fr. Nietzsche), vol. I, Ed. Imago, Sibiu, 2006;
- Ideologia „Junimii” (coord.), Ed. Academiei Române, București, 2007;
- Constantin Noica și Sibiul, Ed. Imago, Sibiu, 2007;
- Incursiuni în imaginar, 2 vol. (coord.), Ed. Imago, Sibiu, 2007–2008;
- V. Voiculescu – Măștile căutării de sine (O hermeneutică a orizonturilor creației), Ed. Academiei Române, București, 2008;
- Geografii instabile, Ed. Imago, Sibiu, 2010;
- Despre ordinul suveran al receptării, Ed. Imago, Sibiu, 2013;
- La izvoarele aventurii metodologice moderne, Ed. Tipo Moldova, Iași, 2013;
- Rătăcind prin canon, Ed. Tipo Moldova, Iași, 2013;
- Dincolo de binele și răul culturii (Fr. Nietzsche), vol. 2, Ed. Imago, Sibiu, 2014;
- Ecce Nietzsche, Ed. Academiei Române, București, 2015;
- Ultima frontieră. Elemente de teoria culturii, Ed. Ideea Europeană, București, 2018;
- Biblioteca și irealul din real (Cronotopologie literară), Ed. Academiei Române, București, 2020;
- În căutarea sensului, Ed. Ideea Europeană, București, 2021;
- Absolutul (De la destrămare la reconstrucție), Ed. Limes, Cluj-Napoca, 2023.

## Legături externe
- „Mircea Braga”, Uniuneascriitorilorsibiu.ro, accesat în 10 octombrie 2016